# أرقام عربية

تطور الأرقام العربية المشرقية والمغربية من الأرقام الهندية

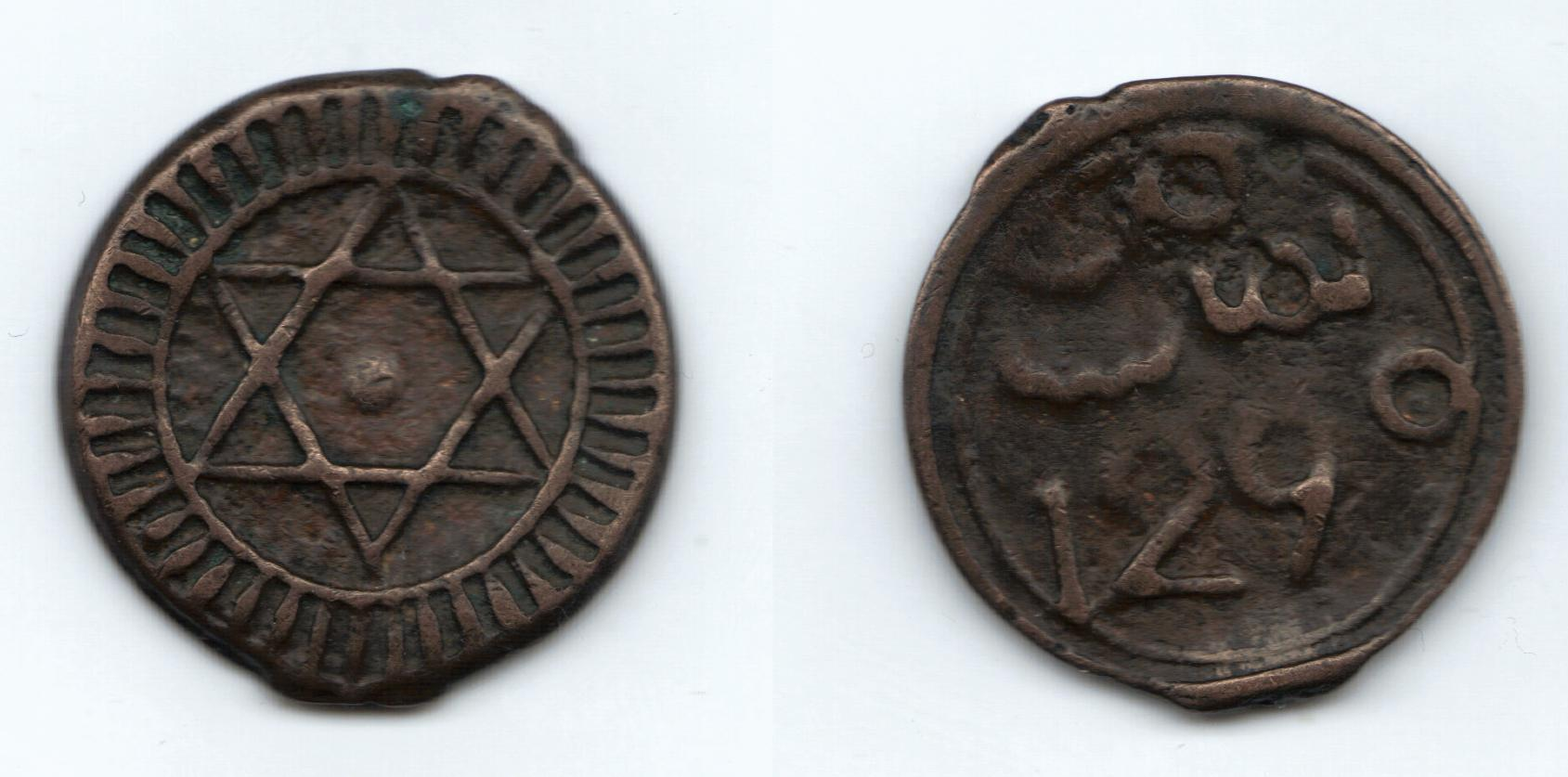
عملة مغربية صكت سنة 1290 للهجرة

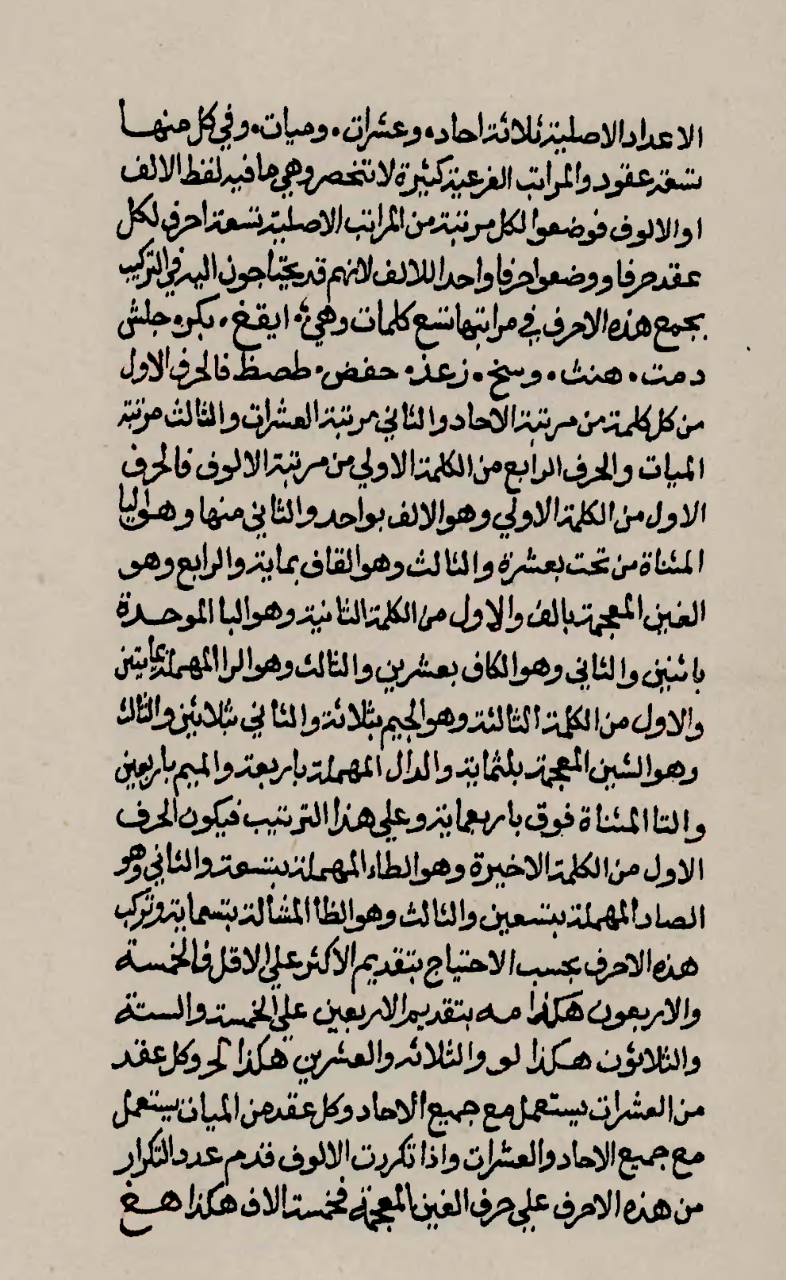
الصفحة الثانية من مخطوطة كتاب رقم الكتاب في النحو والصرف من الحقائق في حساب الدرج والدقائق لسبط المارديني (1366–1447)، محفوظة في مكتبة الكونغرس بواشنطن، حيث يعرض الكاتب استعمال حساب الجمل، وهي الحروف العربية المستعملة في كتابة الأعداد قبل اختراع الأرقام العربية

أرقام الغبار أو الأرقام العربية هي الأرقام التي طورها الرياضيون العرب واستعملت على وجه الخصوص في مناطق المغرب العربي حاليًا، وقد استعملت في قارة أوروبا عندما أدخلها البابا سلفيستر الثاني الذي درس في جامعة القرويين وتعرف على الرقم العربي، ومن ثم أدخل الأرقام العربية إلى أوروبا،[بحاجة لمصدر] فمن أجل ذلك يطلق عليه أحيانًا بابا الأرقام، وكانت أوروبا حينها تستعمل الأرقام الرومانية التي لا تساعد على إنجاز أبسط العمليات الحسابية.[بحاجة لمصدر]
والأرقام هي الرموز المستخدمة للتعبير عن الأعداد، وهي الرموز المغربية[بحاجة لمصدر] الغبارية (0، 1، 2، 3، 4، 5، 6، 7، 8، 9) أو المشرقية (٠، ١، ٢، ٣، ٤، ٥، ٦، ٧، ٨، ٩).[بحاجة لمصدر] ففي سنة 787 م ظهرت الأرقام والصفر المرسوم على هيئة نقطة في مؤلفات عربية قبل أن تظهر في أي مؤلفات أو وثائق أخرى.[إخفاق التحقق] ومنها تم تطوير استعمال الصفر في العملية الرياضية ويعتبر محمد بن موسى الخوارزمي أحد أبرز البناة الأوائل.[بحاجة لمصدر]

## الفرق بينالعددوالرقم

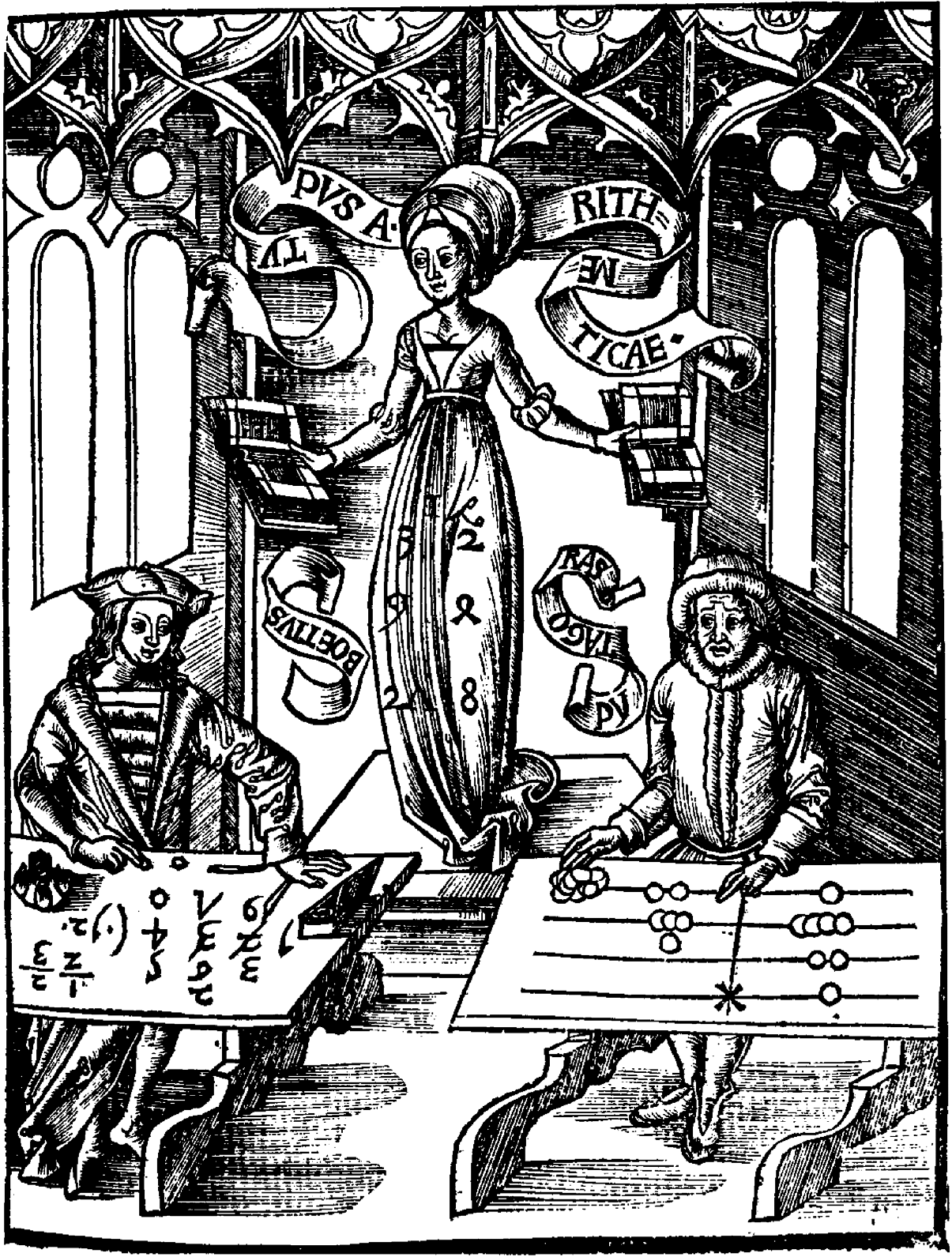
دور الأرقام العربية في النهضة الإنسانية

الأرقام ليست أعدادًا وإنما هي أشكال تكتب بها رموز الأعداد، وإذا كانت الأعداد ليس لها آخر فإن الأرقام عددها عشرة، والأرقام العربية اسم يطلق على سلسلة الأرقام المستخدمة في العالم، وكذلك تسمى في المخطوطات الغربية، وهي (0، 1، 2، 3، 4، 5، 6، 7، 8، 9)، فرمز العدد اثنان يتكون من رقم واحد من الأرقام العربية وهو 2، ورمز العدد خمسة وعشرون يتكون من رقمين من الأرقام العربية هما الرقم 5 والرقم 2، ونقول: العدد 25 ولا نقول: الرقم 25.

## أنواع الأرقام

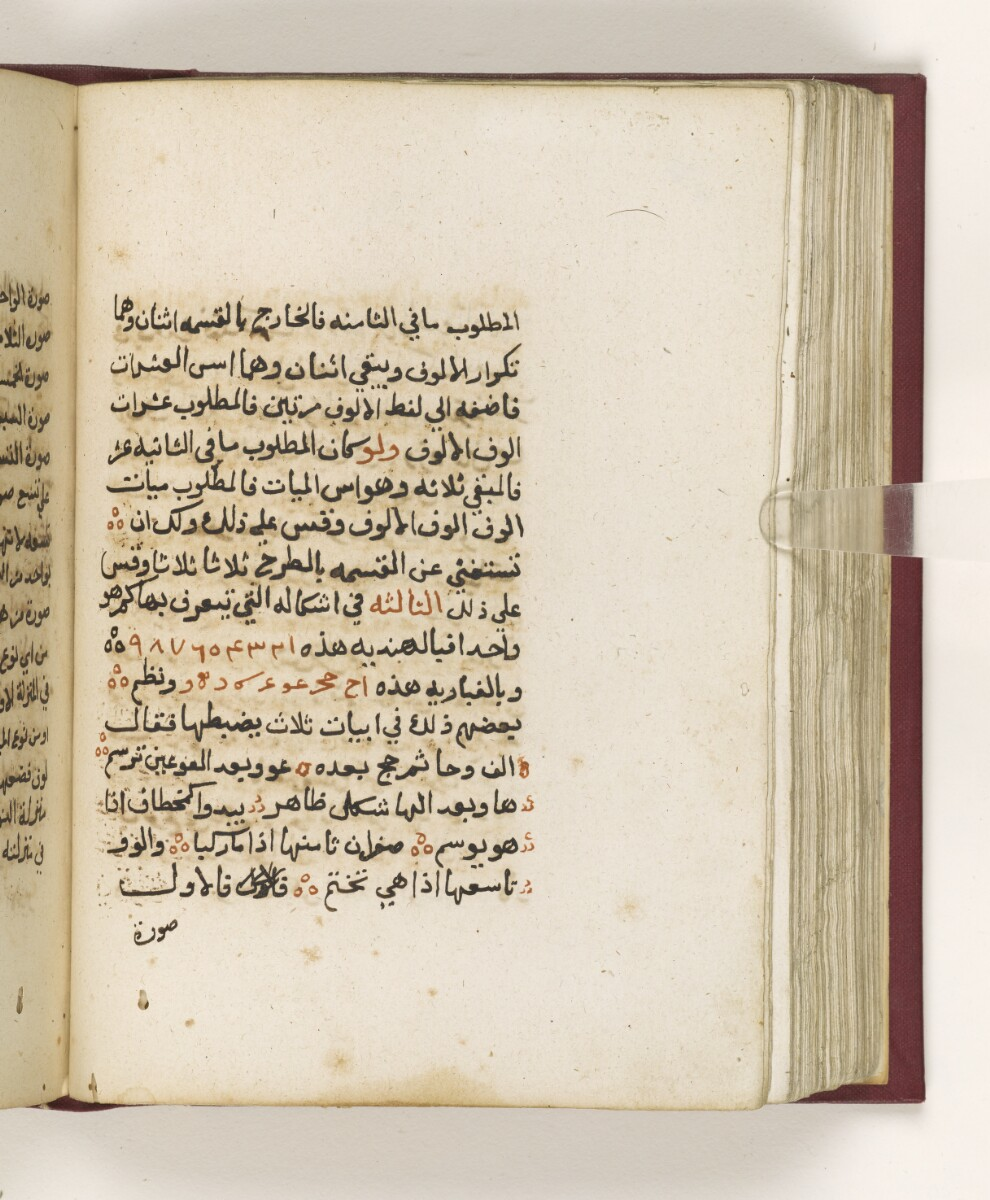
الصفحة [ظ١٣٢] من كتاب عمدة الطلاب في علم الحساب، لإبراهيم بن محمد قباقبي (حيث تظهر الأرقام الهندية، والأرقام الغبارية وهي الأرقام العربية)

عرف العرب نوعين مختلفين من الأرقام تطورا تطورًا مستقلًّا؛ الأرقام العربية المشرقية التي لا تزال حاضرة في بلاد المشرق العربي، والأرقام العربية المغربية[بحاجة لمصدر] المستخدمة في بلاد المغرب العربي.[بحاجة لمصدر]
يشار إلى الأرقام في كثير من اللغات بالأرقام العربية؛ لأنها انتقلت إلى أوروبا في القرن العاشر الميلادي من البلاد العربية في غرب إفريقيا التي تستعمل الأرقام العربية المغربية.[بحاجة لمصدر]
| العربية المغربية[بحاجة لمصدر] (الغبارية) | 0 | 1 | 2  | 3   | 4  | 5 | 6  | 7   | 8    | 9  |
| العربية المشرقية                         | ٠ | ١ | ٢  | ٣   | ٤  | ٥ | ٦  | ٧   | ٨    | ٩  |
| الفارسية والأردية                        | ۰ | ۱ | ۲  | ۳   | ۴  | ۵ | ۶  | ۷   | ۸    | ۹  |
| الهندية (الهند الحالية)                  | ० | १ | २  | ३   | ४  | ५ | ६  | ७   | ८    | ९  |
| اللغة البنغالية                          | ০ | ১ | ২  | ৩   | ৪  | ৫ | ৬  | ৭   | ৮    | ৯  |
| التاميلية                                |   | ௧ | ௨  | ௩   | ௪  | ௫ | ௬  | ௭   | ௮    | ௯  |
| الرومانية (الأوروبية)                    |   | I | II | III | IV | V | VI | VII | VIII | IX |

## تاريخها

### ظهورها لدى العرب وتطورها عند المغاربة
قال ابن الياسمين الفاسي (تـ 601 هـ) في «تلقيح الأفكار في العمل برسوم الغبار»:
وصف القلصادي الأندلسي (تـ 891 هـ) شكل هذه الأرقام في شرح له على «تلخيص أعمال الحساب» لابن البناء المراكشي، ونقل وصفه لاحقًا حسين بن محمد المحلي الشافعي المصري (ت. 1170هـ) في شرحه على متن السخاوي في علم الحساب. وجاء هذا الوصف على النحو الآتي:

### انتقالها إلى أوروبا
درس البابا سلفستر الثاني في جامعة القرويين وأدخل الأرقام العربية إلى أوروبا، فمن أجل ذلك يطلق عليه أحيانًا بابا الأرقام، وكانت أوروبا حينها تستعمل الأرقام الرومانية التي لا تساعد على إنجاز أبسط العمليات الحسابية.[بحاجة لمصدر] وقد وجد سيلفيستير الثاني صعوبة في إدخال الأرقام العربية إلى أوروبا، فالكتاب، اعتقادًا منهم بتفوق الثقافة الرومانية واليونانية على كل الثقافات، لم يكونوا مستعدين لتقبل أهمية الصفر ولا الأرقام العربية؛[بحاجة لمصدر] فقد كانوا يعتبرون كل الحضارات الأخرى متخلفة، لذلك قام جيربير (سيلفيستر الثاني) باختراع لوح أباكوس جديد سمي بأباكوس جيربير، وهو لوح مطور عن اللوح أباكوس الروماني وأكثر فاعلية، استعمل فيه الأرقام العربية دون الصفر، لذلك تجد الصفر غير ظاهر في مخطوطات القرن العاشر والحادي عشر الميلادي.
أقدم مخطوطة أوربية مؤرخة تحتوي على أرقام عربية هي مخطوطة (فجيليانس). وقد كُتِبت في الأندلس في شرق إسبانيا في سنة 975 م. وهي محفوظة اليوم في مكتبة مدريد. ولا تحوي على الصفر (0).[بحاجة لمصدر]
تقول المستشرقة زيغريد هونكه: «لقد كرمنا هذا الشعب الذي من علينا بذلك الفضل حين أطلقنا على أرقام الأعداد اسم الأرقام العربية»، ثم تقول: «أما الأرقام العربية المغربية، فقد اندثرت بعد أن أعطتنا الحاضرة».

## صور الأرقام العربية في المخطوطات

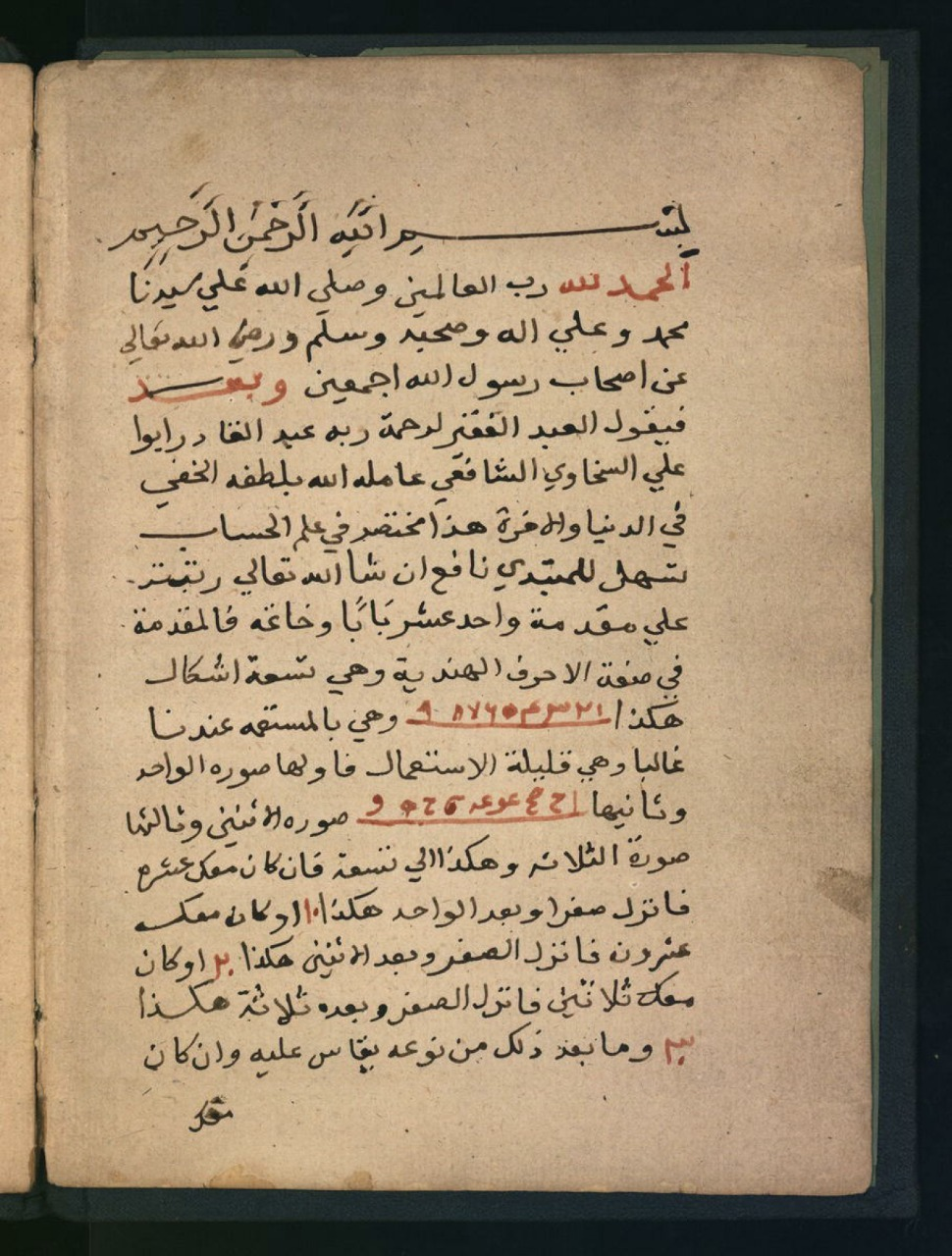
الصفحة الأولى من كتاب متن السخاوية في الحساب
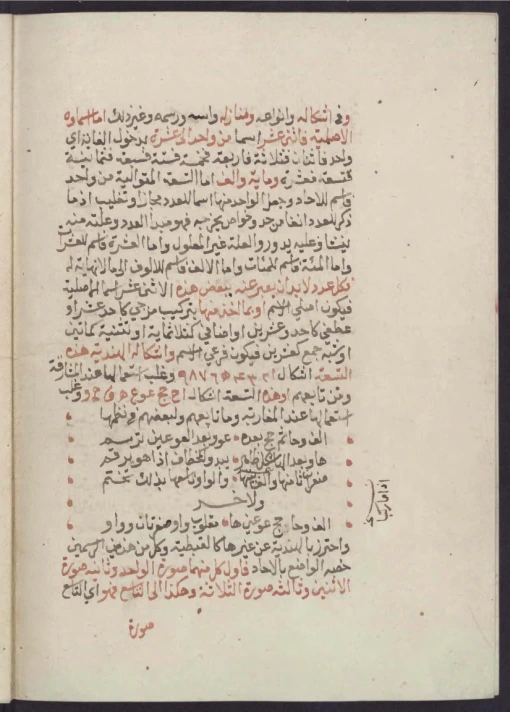
مخطوط شرح نزهة في علم الحساب لأحمد بن قاسم الغزي – مكتبة الكونغرس
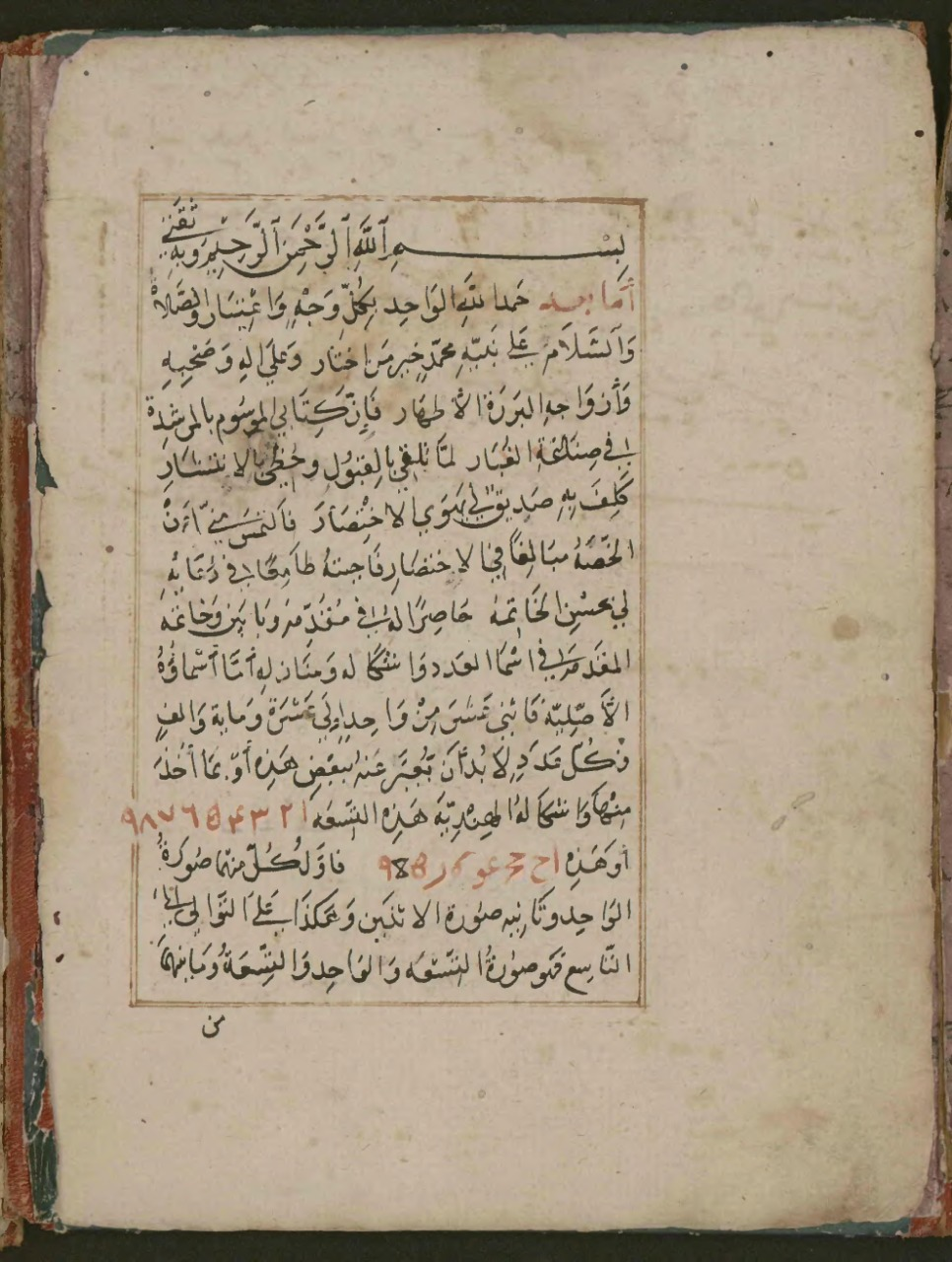
الصحيفة الأولى من مخطوط «نزهة الحُسّاب المختصرة من المرشدة» لأحمد بن محمد بن الهائم – مكتبة الكونغرس
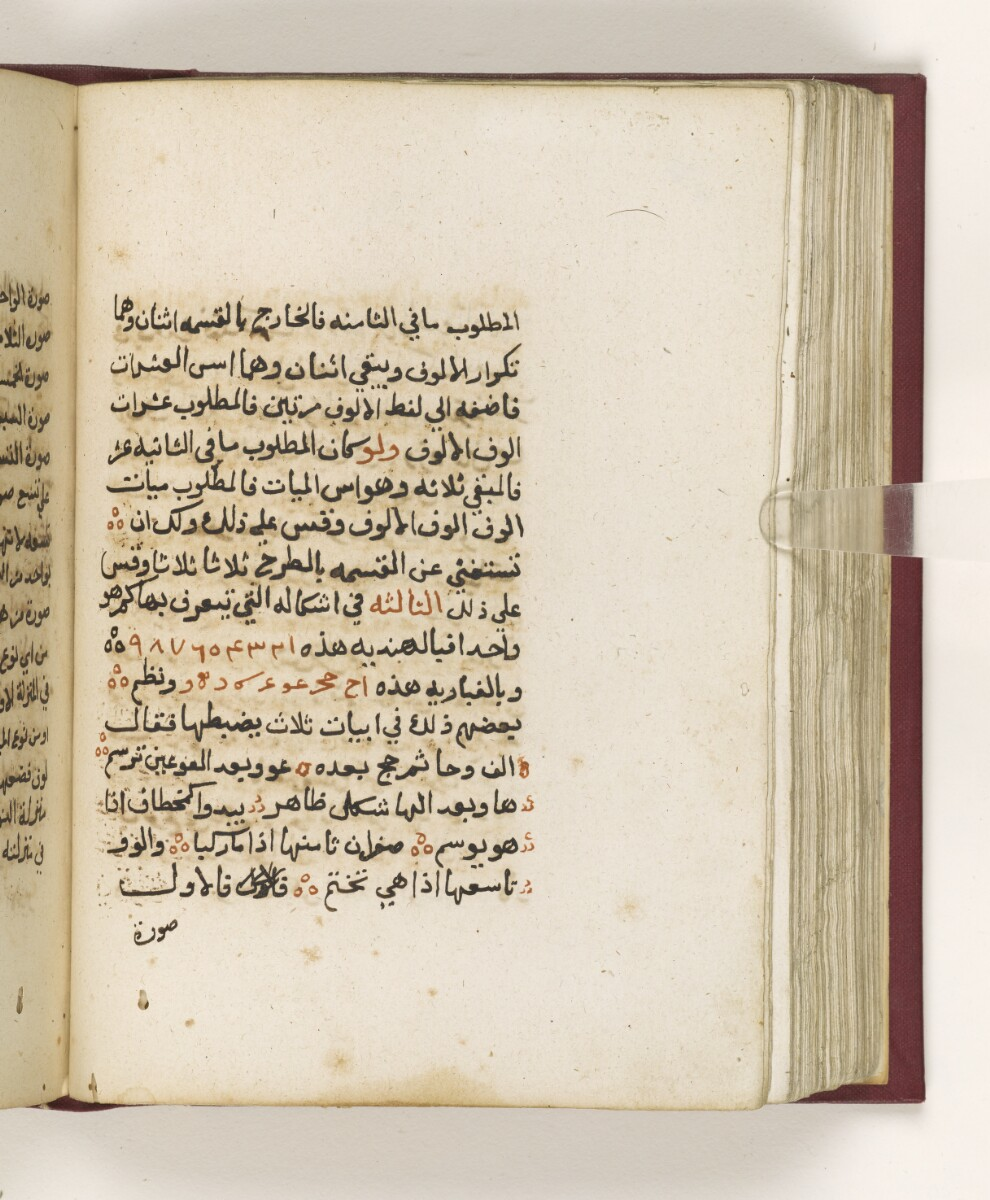
كتاب عمدة الطلاب في علم الحساب، لإبراهيم بن محمد قباقبي – مكتبة قطر الوطنية

## وصلات خارجية
- كتاب الأرقام العربية، أحمد مطلوب.